# Brunner (cráter)

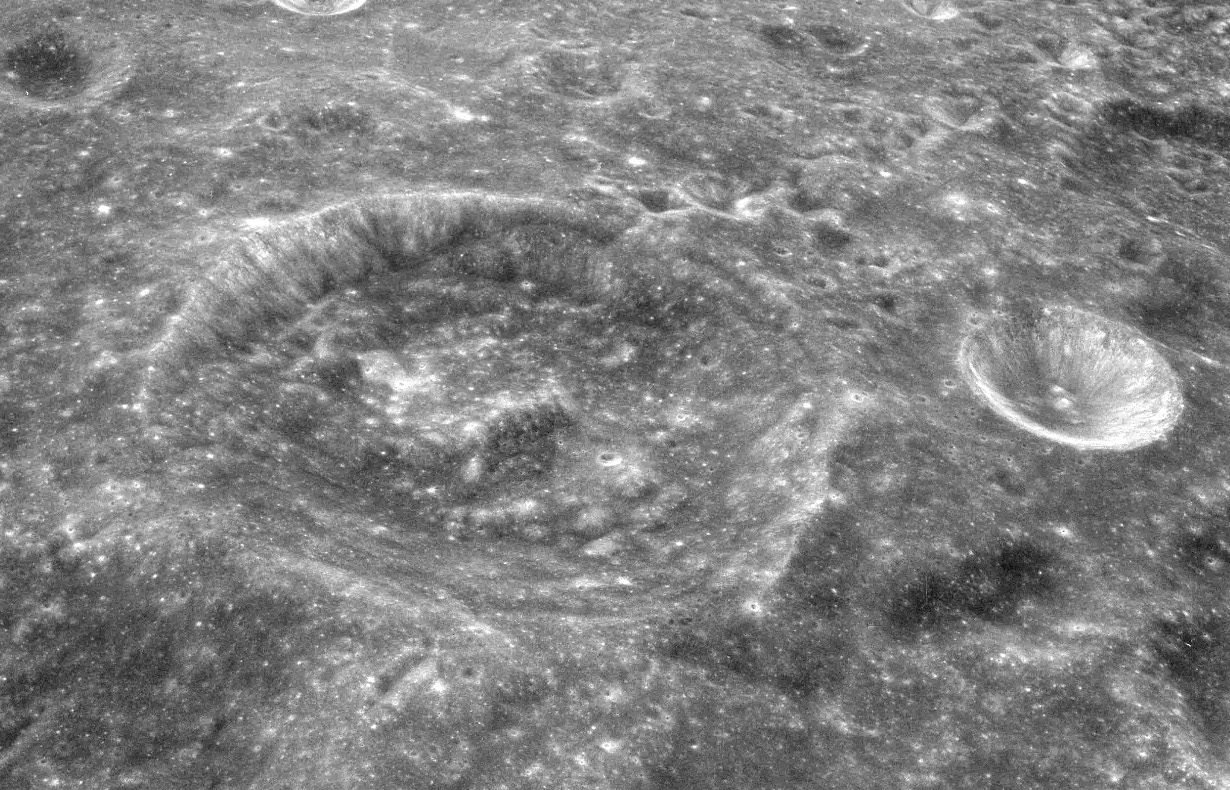
Fotografía de la misión Apolo 8

Brunner es un cráter de impacto que se encuentra a lo largo de la extremidad oriental de la Luna, al sureste del Mare Smythii. En este lugar el cráter se ve al borde del limbo, y por lo que no es posible apreciarlo con detalle desde la Tierra. La visibilidad de esta formación también se ve afectada por la libración. El cráter se encuentra al suroeste de la llanura amurallada del cráter Hirayama, y al este del cráter alargado Houtermans.

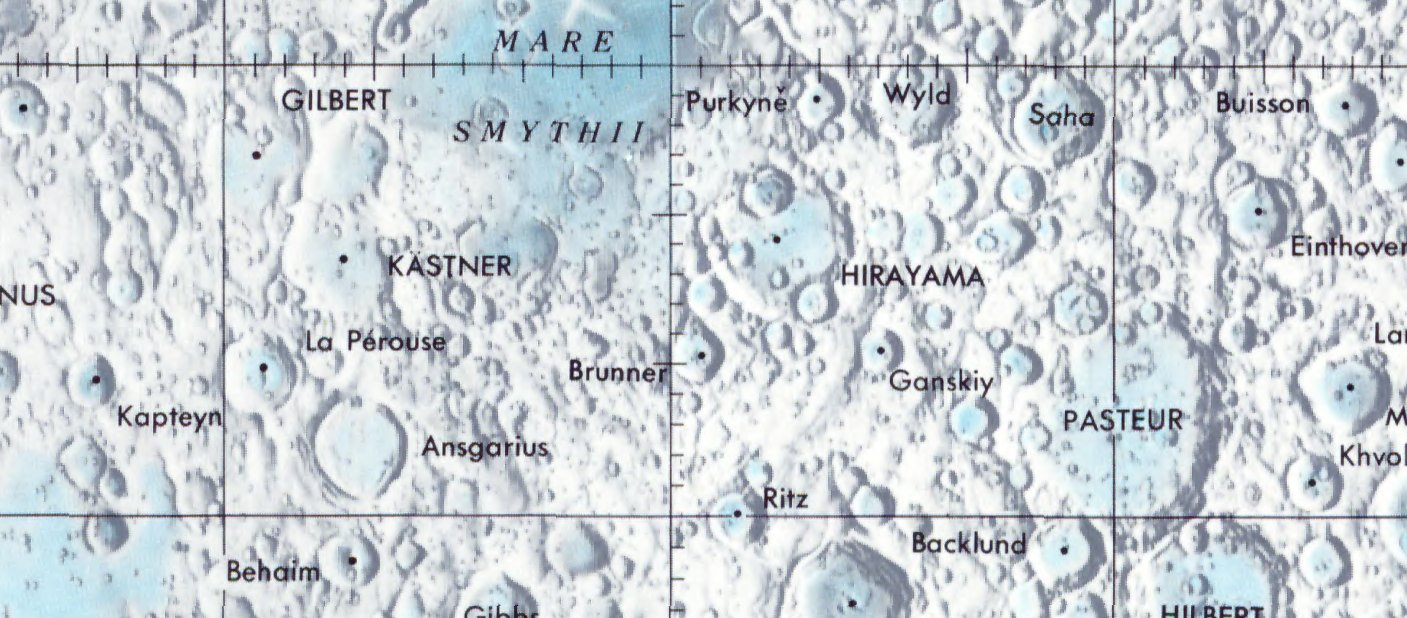
Localización del cráter Brunner (centro de la imagen)

El borde de Brunner está bien definido y es casi circular, aunque hay una ligera protuberancia hacia el exterior y una pared deprimida a lo largo del sector norte. El interior del cráter es rugoso e irregular, con una hendidura en el punto medio. También hay una formación similar a un anillo en el suelo del cráter que es concéntrica con la pared interior.

## Cráteres satélite
Por convención estos elementos son identificados en los mapas lunares poniendo la letra en el lado del punto medio del cráter que está más cerca de Brunner.
|         | \| Brunner \| Coordenadas \| Diámetro \| \| ------- \| ----------------------------- \| -------- \| \| L \| 12°24′S 91°18′E / -12.4, 91.3 \| 34 km \| \| N \| 11°24′S 90°42′E / -11.4, 90.7 \| 18 km \| \| P \| 12°30′S 90°06′E / -12.5, 90.1 \| 19 km \| |          |
| Brunner | Coordenadas | Diámetro |
| L       | 12°24′S 91°18′E / -12.4, 91.3 | 34 km    |
| N       | 11°24′S 90°42′E / -11.4, 90.7 | 18 km    |
| P       | 12°30′S 90°06′E / -12.5, 90.1 | 19 km    |